# Cornelis Easton
Cornelis Easton (Dordrecht, 10 september 1864 – Scheveningen, 3 juni 1929) was een Nederlands journalist en populairwetenschappelijk schrijver.
Easton volgde de HBS in Dordrecht en daarna verschillende opleidingen. In 1888 werd hij correspondent van de NRC en in 1891 hoofdredacteur van de Dordrechtsche Courant. In 1895 werd hij redacteur van de NRC, waar hij de rubriek Wetenschappen leidde. Van 1906 tot de 1923 was hij hoofdredacteur van het Nieuws van den Dag. Daarna werd hij redacteur van de Haagsche Post en hoofdredacteur van het Haagsch Maandblad.
Hoewel hij geen wetenschappelijke studie had afgerond, publiceerde Easton veel over sterrenkunde en klimatologie. In 1903 kreeg hij een eredoctoraat in de sterrenkunde van de Rijksuniversiteit Groningen. Ook schreef hij enkele reisgidsen.
- Biografisch Portaal: 44915138
- Digitale Bibliotheek voor de Nederlandse Letteren: east001
- Gemeinsame Normdatei: 116319240
- International Standard Name Identifier: 0000 0000 1348 6952
- Library of Congress Control Number: no2019112084
- Système universitaire de documentation: 069703019
- Virtual International Authority File: 4591150033040411180008